# Expedient de regulació d'ocupació
Un expedient de regulació d'ocupació, abreujat i també conegut popularment per les sigles ERO, és un procediment recollit en l'actual legislació espanyola mitjançant el qual una empresa suposadament en una mala situació econòmica, busca obtenir autorització per suspendre o acomiadar treballadors. Té com a finalitat obtenir de l'autoritat laboral competent un permís per suspendre o extingir les relacions laborals en un marc en el qual, en teoria, es garanteixen certs drets dels treballadors.

## Definició[calcitació]
Es tracta d'un procediment administratiu-laboral de caràcter especial que pot ser tramitat per les següents causes:
- Acomiadament col·lectiu fonamentat en causes econòmiques, tècniques, organitzatives o de producció.
- Suspensió o extinció de la relació laboral per força major.
- Suspensió de la relació laboral fonamentada en les mateixes causes de l'apartat primer.
- Extinció de la relació laboral per extinció de la personalitat jurídica del contractant.

Extinció col·lectiva per causes econòmiques, tècniques, organitzatives o de producció: És un concepte provinent de la terminologia comunitària europea similar al d'expedient de regulació d'ocupació o procediments de regulació d'ocupació.
Un acomiadament col·lectiu és l'extinció d'un conjunt de contractes de treball per iniciativa de l'ocupador, prèviament autoritzat per l'Administració, i fonamentat en motius relacionats amb l'activitat de l'empresa:
Els elements configuradors de l'acomiadament col·lectiu són:
- La decisió de l'empresari
- L'autorització administrativa
- Causes econòmiques, tècniques, organitzatives o de producció
- Un conjunt de contractes de treball

Només quan es presumeixi que la passivitat de l'empresari va a ocasionar-los perjudicis de difícil o impossible reparació, l'expedient de regulació d'ocupació pot ser incoat per l'o els representants dels treballadors, si n'hi hagués.
En aquest cas, l'autoritat laboral competent determinarà les actuacions i els informes que siguin precisos per a la resolució de l'expedient. En el cas del País Basc, l'autoritat laboral competent és el Govern Basc, ja que les competències estan totalment transferides. En la resta d'Espanya, és la Direcció general de Treball depenent del seu corresponent ministeri.
Concretament, caldrà remetre-li una memòria explicativa de les raons per les quals es realitza el procediment, les proves que s'estimin oportunes per acreditar els perjudicis abans referits i de la comunicació que els possibles representants hagin pogut enviar a l'empresari informant-li de la seva iniciativa juntament amb la contestació que rebin, en cas d'haver-hi alguna.

## Especificacions[calcitació]

### Exempció d'autorització administrativa
No serà necessari sol·licitar autorització administrativa per acomiadar col·lectivament (encara que sí de fer consultes amb els possibles representants dels treballadors) en els casos de:
- Declaració de fallida veraç, quan els síndics haguessin acordat la no continuïtat de l'activitat empresarial o de concurs de creditors d'empresari no comerciant[2]
- Suposats de cessament d'activitat de l'empresa per decisió judicial.

### Causes econòmiques, tècniques, organitzatives i de producció
Com s'ha comentat anteriorment, els supòsits d'acomiadament col·lectiu obeeixen a causes econòmiques, tècniques, organitzatives i de producció.
La Llei no defineix aquestes causes però (igual que succeeix quan regula l'acomiadament objectiu per motius empresarials) estableix la relació que ha d'haver-hi entre elles i l'extinció dels contractes.
- S'entendrà que concorren les causes econòmiques d'extinció contractual col·lectiva "quan l'adopció de les mesures proposades contribueixi a superar una situació econòmica negativa de l'empresa".[3]
- S'entendrà que concorren les causes tècniques, organitzatives o de producció quan l'adopció de les mesures proposades contribueixi a garantir la viabilitat futura de l'empresa i de l'ocupació en la mateixa a través d'una millor organització dels recursos.

### Límit temporal
L'acomiadament col·lectiu ha de produir-se per ser procedent en un període de 90 dies. Els acomiadaments col·lectius que excedeixin d'aquest termini hauran de canalitzar-se a través de successius expedients de regulació d'ocupació o seran nuls.
Si, a fi d'eludir el procediment d'acomiadament col·lectiu, es realitzen per les mateixes causes, acomiadaments objectius “en cadena” en successius períodes de 90 dies, els que superin el primer període de 90 dies i siguin impugnats seran considerats en frau de llei, i declarats nuls i sense efecte.
Exemple de frau de llei: vull acomiadar a 50 treballadors
- 1r mes: n'acomiado 30.
- 2n mes: n'acomiado 20.
- 3r mes: n'acomiado 10.

## Parts involucrades

### Col·lectiu laboral
L'acomiadament, en aquest cas, es caracteritza pel fet que afecta a un col·lectiu laboral (temporal i/o fix). Aquest col·lectiu és diferent en el cas de cessació de l'activitat empresarial que en el cas de reducció de plantilla.
a) S'entén que estem davant un acomiadament col·lectiu quan es procedeixi a l'extinció dels contractes de treball de la totalitat de la plantilla de l'empresa sempre que el nº de treballadors afectats sigui superior a 5. En aquest cas l'empresa no pot seguir existint sense treballadors si no cessa totalment la seva activitat empresarial.
b) S'entén que estem davant un acomiadament col·lectiu quan la reducció de la plantilla (no de centre de treball) afecti a:
- 10 treballadors, en les quals s'ocupin menys de 100.
- El 10% dels treballadors, en les quals ocupin entre 100 i 300
- 30 treballadors, en les quals ocupin 300 o més.

Per al còmput de les extincions de contractes han de tenir-se en compte els acomiadaments objectius per causes empresarials i les extincions pactades en les quals s'endevini alguna motivació econòmica (baixes incentivades).
No han de tenir-se en compte, a tals efectes, els acomiadaments disciplinaris, els acomiadaments per incapacitat o conducta dels treballadors, ni les extincions de contractes per expiració del temps convingut o realització de l'obra o servei pactats.
En conseqüència, els acomiadaments per causes econòmiques, tècniques, productives, organització o de producció que no excedeixin els llindars anteriorment citats, hauran de realitzar-se acudint a l'extinció per causes objectives.

## Procediment

### Requisits
Els dos es fan simultàniament. Encara que el lògic és fer primer les consultes i quan hi ha un mínim d'acord sol·licitar l'autorització administrativa. S'iniciaria el període de consultes de manera informal amb caràcter previ.
a) Obrir un període de consultes amb els representants dels treballadors
En aquest sentit són representants dels treballadors: els comitès d'empresa i delegats de personal dels centres possiblement afectats per la reducció de plantilla, el comitè intercentral si té assumida competència en aquest tema, i els delegats sindicals que existeixin en l'empresa.
Si no existeixen representants dels treballadors en el centre o centres afectats, els treballadors podran intervenir directament si el seu nombre és inferior a 10, o per mitjà de 5 representants *ad-*hoc (com a màxim) si excedeixen d'aquest nombre.
No obstant això, cal tenir en compte que l'empresari ha de sol·licitar un informe als representants dels treballadors en els casos de reestructuració i cessaments de plantilla. L'informe ha de ser enviat a l'autoritat laboral en finalitzar el període de consultes.
b) Sol·licitar a l'autoritat laboral competent una autorització administrativa per acomiadar. L'autoritat laboral competent podrà ser l'Administració Central o la de les Comunitats Autònomes que hagin rebut el traspàs de les competències en matèria de regulació d'ocupació.
b) Durada de les consultes
Parlem de durada formal. La durada de les consultes serà la següent:
- No menys de 30 dies naturals si l'empresa té més de 50 treballadors.
- No menys de 15 dies naturals si l'empresa té menys de 50 treballadors.

c) Contingut de les consultes. Forma
Les consultes de l'empresari amb els representants dels treballadors versaran sobre els següents temes:
- Les causes motivadores de l'expedient de regulació d'ocupació
- La possibilitat de reduir o evitar els seus efectes
- Les mesures necessàries per atenuar les seves conseqüències per als treballadors afectats
- Les mesures necessàries per possibilitar la continuïtat i viabilitat del projecte empresarial (només en cas d'acomiadament parcial de la plantilla).

L'empresari i els representants dels treballadors hauran de negociar de bona fe, la qual cosa significa que hauran de fer el possible per aconseguir un acord. Ha d'haver-hi un INTERÈS REAL per negociar. Sol haver-hi també un pacte no escrit pel qual els treballadors no volen ser consultats perquè no volen prendre responsabilitat en les decisions de l'empresa.
El contingut de les consultes haurà de reflectir-se en actes i, en tot cas, en una acta final, en la qual es deixi constància de les negociacions mantingudes i de la documentació i informes examinats entre l'empresari i els representants dels treballadors.
d) Resultat del període de consultes
La consecució d'un acord vàlid durant el període de consultes requereix que s'aconsegueixi de conformitat entre l'empresari i la majoria dels membres del comitè o comitès d'empresa, dels delegats de personal o, si escau, de les representacions sindicals, si n'hi hagués.
En aquest sentit, perquè s'aconsegueixi un acord vàlid durant el període de consultes, han de votar a favor:
1. Si es negocia amb la representació unitària:
- La majoria dels membres del comitè d'empresa
- La majoria dels membres de cadascun dels comitès d'empresa dels centres de treball afectats per l'expedient.
- La majoria dels delegats de personal dels centres de treball afectats per l'expedient.

2. Si es negocia amb representació sindical, la majoria dels delegats sindicals que, en el seu conjunt, representin a la majoria dels representants unitaris d'aquells centres afectats.
L'acord durant el període de consultes pot substituir-se per un àrbitre, per *laudo dictat. El citat *laudo, si es va sol·licitar per l'empresari i els representants dels treballadors amb legitimació suficient per negociar, tindrà el valor d'acord sobre acomiadament col·lectiu.
El resultat del període de consultes haurà de ser comunicat a l'autoritat laboral per l'empresari. Així mateix, l'empresari haurà de remetre a l'autoritat laboral les actes i l'acta final en la qual consti el contingut de les consultes.
Es pot arribar o no a un acord.

### Sol·licitud d'autorització administrativa
La sol·licitud d'autorització administrativa, que haurà de tramitar-se simultàniament per l'empresari des de l'inici del període de consultes, que haurà de remetre a l'autoritat laboral competent:
- Còpia de l'escrit sol·licitant les consultes als representants dels treballadors
- La documentació necessària per acreditar les causes motivadores de l'expedient
- La documentació necessària per acreditar la justificació de les mesures a adoptar
- Pla de "acompanyament social" que contempli mesurades per atenuar les conseqüències de la regulació d'ocupació, sempre que l'empresa tingui més de 50 treballadors[8]

La sol·licitud d'iniciació del procediment de regulació d'ocupació es formalitzarà amb el contingut mínim següent:
- Memòria en el qual s'expliquin les causes de l'acomiadament col·lectiu. En el cas de causes econòmiques serà necessari aportar la documentació degudament auditada acreditativa de l'estat i evolució de la situació econòmica, financera i patrimonial de l'empresa en els últims anys
- Nombre i categories dels treballadors emprats per l'empresa durant l'últim any
- Nombre i categories dels treballadors que vagin a ser afectats per la regulació d'ocupació
- Criteris que s'han tingut en compte per designar als treballadors afectats pel procés de regulació d'ocupació
- Període, al llarg del qual, es preveu efectuar les extincions dels contractes de treball
- Còpia de l'escrit pel qual se sol·licita als representants dels treballadors sobre la reestructuració de plantilla i cessament d'aquella i sobre les reduccions de jornada i trasllat total o parcial de les instal·lacions.

Rebuda aquesta documentació per l'autoritat laboral, disposarà de 10 dies, com a màxim, en el cas de defectes o omissions. La còpia de l'escrit haurà de remetre's als representants dels treballadors.

### Actuacions de l'autoritat laboral
Una vegada rebuda la sol·licitud d'autorització administrativa, l'autoritat laboral durà a terme les següents actuacions:
- Comunicarà la iniciació de l'expedient i remetrà la documentació que obri en el seu poder a l'entitat gestora de la prestació per desocupació (INEM), per si vol emetre informe sobre aquest tema
- Recaptarà, amb caràcter preceptiu, informe de la Inspecció de Treball i Seguretat Social, sobre les causes motivadores de l'expedient. Per fer-ho hi haurà 10 dies naturals quan l'empresa tingui més de 50 treballadors i 5 en el cas que tingui menys
- Recaptarà, discrecionalment, quants altres informes resultin necessaris per resoldre fundadament l'expedient de regulació d'ocupació
- Recaptarà de l'empresari i de les autoritats competents la immediata paralització del totes aquelles mesures adoptades pel primer, de les quals tingués coneixement durant la tramitació de l'expedient, que poguessin fer ineficaç el resultat del pronunciament sobre l'acomiadament col·lectiu
- Donarà audiència de l'expedient a les parts, en el termini de 3 dies a explicar des de la finalització del període de consultes "en el cas que figurin en el procediment i puguin ser tinguts en compte en la resolució altres fets, al·legacions i proves diferents dels adduïts per les mateixes"

### Resolució de l'autoritat laboral
a) Acord amb els representants dels treballadors
Si el període de consultes conclou amb acord, l'autoritat laboral, una vegada que l'empresari l'hi comuniqui, haurà de dictar la seva resolució, autoritzant l'extinció de les relacions laborals.
L'Administració competent tindrà 7 dies naturals per pronunciar-se, a explicar des de la comunicació esmentada en el paràgraf anterior. Si no hi ha pronunciament exprés dins d'aquest termini, s'entendrà silenci administratiu positiu.
L'autoritat laboral podrà adaptar-se dels referit anteriorment en els següents casos, en principi:
- Si apreciés frau, dol, coacció o abús de dret en la conclusió de l'acord amb els representants dels treballadors.
- Quan d'ofici o a petició de l'Entitat Gestora de la prestació per desocupació (INEM), estimi que l'acord té per objecte essencial l'obtenció indeguda de prestacions per part dels qui vagin a ser acomiadats

b) Sense acord amb els representants dels treballadors
Si el període de consultes conclou sense acord, l'autoritat laboral, fent ús del seu poder discrecional, dictarà una resolució en què estimarà o desestimarà, en tot o en part, el sol·licitat per l'empresari.
L'autorització administrativa únicament procedirà quan de la documentació que obri en l'expedient es desprengui que les mesures proposades per l'ocupador són raonablement necessàries per aconseguir, bé superar una situació negativa de l'empresa, bé garantir la seva viabilitat futura i la de l'ocupació.
Per dictar resolució en el cas de falta d'acord, l'autoritat laboral té 15 dies naturals, a explicar des que es comuniqui la finalització del període de consultes.
Si no hi ha pronunciament exprés dins del termini indicat, s'entendrà silenci administratiu positiu.

### Acomiadament col·lectiu
Una vegada obtinguda l'autorització administrativa, l'empresari podrà començar a acomiadar.
Encara que la Llei no fixa termini per fer-ho, cal tenir en compte els límits temporals d'acomiadament col·lectiu anteriorment citat (se sol fer en els 90 dies posteriors), la possible caducitat de la llicència administrativa, les previsions que sobre l'extinció es van fer en la sol·licitud d'autorització o, fins i tot, la qual cosa sobre aquest tema es pugui establir en la resolució mateixa que es dicti en resposta a l'esmentada sol·licitud.
La Llei no estableix la forma d'acomiadar. No obstant això, l'extinció ha de ser comunicada de manera fefaent, fent constar en la comunicació l'existència de l'autorització administrativa.
La selecció dels treballadors a acomiadar la farà l'empresari, atenint-se al que va projectar en la sol·licitud i respectant els seus drets constitucionals, els drets laborals en la mesura del possible i les exigències del principi de bona fe.
A més cal tenir-se en compte que la Llei estableix la prioritat de permanència en l'empresa dels representants dels treballadors en el supòsit de l'acomiadament col·lectiu.
Cada treballador té dret a la percepció d'una indemnització de 20 dies per any de servei, prorratejant-se per mesos els període inferiors a 1 any (indemnització igual a la de l'acomiadament objectiu). Aquesta indemnització haurà de ser posada a la seva disposició simultàniament a l'adopció de la decisió extintiva.
La indemnització serà abonada pel Fondo de Garantia Salarial "FOGASA" (amb el límit màxim d'una anualitat, sense que el salari diari, pugui excedir del doble del salari mínim interprofessional), en cas d'insolvència, suspensió de pagaments, fallida o concurs de creditors de l'empresari.
En tot cas, en empreses de menys de 25 treballadors, FOGASA abonarà el 40% de la indemnització legal que correspongui, sempre sota els límits del paràgraf anterior.

## Legislació aplicable
- Estatuto de los Trabajadores